# Empis scutellata
Empis scutellata är en tvåvingeart som beskrevs av Curtis 1835. Empis scutellata ingår i släktet Empis och familjen dansflugor. Inga underarter finns listade i Catalogue of Life.